# 英雄故事
《英雄故事》   是香港無綫電視1986年拍攝的電視連續劇，全劇共14集。監製劉仕裕，主要演員有萬梓良、謝賢、藍潔瑛、劉敏儀、王書麒、黎美嫻等。主題曲及插曲由顧嘉煇作曲，鄭國江填詞，葉振棠主唱。

## 演員表

### 主要演員
- 謝賢飾童剛
- 萬梓良飾石偉男
- 藍潔瑛飾童文清
- 廖啟智飾施禮全
- 劉美娟飾石美鳳
- 劉敏儀飾殷雪豔
- 王書麒飾石偉基
- 黎美嫻飾童文慧

### 其他演員
- 鄧汝超
- 基保羅
- 何璧堅
- 吳孟達
- 胡美儀
- 許紹雄
- 李國麟
- 梁愛
- 黃一飛
- 何貴林
- 黃宗賜
- 李海生
- 李揚道
- 白茵
- 藍天
- 黃文慧
- 馮志豐
- 鄭少萍
- 區嶽
- 馮國
- 駱應鈞
- 吳瑞庭
- 梅蘭
- 白蘭
- 黎耀祥